# Schizocosa salara
Schizocosa salara là một loài nhện trong họ Lycosidae.
Loài này thuộc chi Schizocosa. Schizocosa salara được Carl Friedrich Roewer miêu tả năm 1960.